# Yeah 3x
Yeah 3x ist ein Lied des US-amerikanischen Musikers Chris Brown. Es erschien am 25. Oktober 2010 in den USA als erste Single aus seinem vierten Studioalbum F.A.M.E., woraufhin es Platz 15 der Billboard Hot 100 erreichte. Nach der Veröffentlichung in Großbritannien im Januar 2011 stieg es dort bis auf Rang sechs. In Deutschland, wo der Titel im März erschien, erreichte er Position sieben und ist dort seit seiner Debütsingle „Run It!“ aus dem Jahr 2005 die erfolgreichste Single Browns.

## Hintergrund und Veröffentlichung
„Yeah 3x“ wurde von Chris Brown, Justin Franks, Kevin McCall, Amber Streeter und Calvin Harris geschrieben, wobei Franks unter seinem Künstlernamen DJ Frank E auch als Produzent wirkte. Das Lied wurde im The Record Plant, einem Tonstudio in Los Angeles, Kalifornien, aufgenommen, die Abmischung fand unter der Leitung von Serban Ghenea in den Mixstar Studios in Virginia Beach, Virginia statt.
Am 2. September 2010 postete Brown auf seinem Twitter-Account einen Eintrag, wonach ein Lied namens „Calypso“, welches von Polow da Don produziert worden sei, als nächste Single nach „Deuces“ erscheinen soll. „Deuces“ war im Juni desselben Jahres als erste Single aus dem gemeinsamen Mixtape von Tyga und Brown, Fan of a Fan, erschienen. Aus unbekannten Gründen wurden die Pläne geändert und man wählte „Yeah 3x“ als erste Single des bevorstehenden vierten Studioalbums aus. In einem Interview äußerte Brown sich für die Gründe einer Veröffentlichung des Liedes. So wollte er einen Titel auswählen, welcher besonders den Teil seiner Anhänger anspricht, die Fans seiner Popmusik seien. In letzter Zeit hätte er nämlich mithilfe seiner Mixtapes vor allem Hip-Hop-Musik veröffentlicht. Außerdem hätte das Lied ihn an seine 2008 weltweit erfolgreiche Single „Forever“ erinnert. Während eines Chats mit seinen Fans auf der Website Ustream verriet Brown, dass die Single in 15 Minuten geschrieben wurde und dies „mühelos und spaßig“ gewesen sei. „Es war ungefähr so wie bei „Forever“ und ich hoffe, es gefällt euch“.

## Komposition
„Yeah 3x“ wurde überwiegend als ein schnelles Dance-Pop-, Europop- und Electro-House-Lied beschrieben. Es sei zudem eine starke Basslinie durch den gesamten Song hindurch herauszuhören. Laut Sony/ATV Music Publishing spielt der Titel im Viervierteltakt im Tempo von 120 Schlägen pro Minute. Dabei ist er in der Tonart D-Dur verfasst worden. Das Lied sampelt einen Teil der Single „I’m Not Alone“ von Calvin Harris. Bei Idolator beschrieb man das Lied als eine Mischung aus Browns Single „Forever“ aus dem Jahr 2008 und „Bulletproof“ von dem britischen Elektro-Pop-Duo La Roux. In einer Rezension für die Tageszeitung The Guardian hieß es jedoch, dass die Musik eher von dem Sound David Guettas inspiriert sei. Ein anderer Rezensent wiederum verglich das Lied mit der Musik Ushers, Taio Cruz’, Jay Seans, Calvin Harris’ und der Band The Black Eyed Peas.

## Musikvideo

### Hintergrund und Zusammenfassung
Das Video wurde von Colin Tilley in den Universal Studios gedreht. Kevin McCall, Teyana Taylor und Future Funk, ein Tanzduo bestehend aus zwei Kindern, welche durch ihren Auftritt bei America’s Got Talent berühmt wurden, waren ebenfalls in dem Video zu sehen. Der Clip feierte am 21. Oktober 2010 bei MTV Premiere.
In der ersten Szene des Videos läuft Brown, offenbar bei Nacht, eine menschenleere Straße entlang. Anschließend wechselt die Kamera zu einer Szene, in der Brown mitten am Tag auf einen Lastwagen springt und dort akrobatische Bewegungen macht. Danach wird der Sänger von den Menschen seiner Umgebung entdeckt und es beginnt eine Art Tanzparty, an der scheinbar die gesamte Stadt teilnimmt. Zwischendurch werden vereinzelt Tanzszenen Browns auf der dunklen Straße gezeigt, die er in der ersten Sequenz betreten hatte. In den nächsten Szenen tanzt Brown zusammen mit der Menschenmasse durch die Straße, bevor er, auf einem Balkon eines Hauses stehend, singt. Danach wechselt das Video zu einem dunklen Marktplatz, wo jemand einen Hydranten öffnet und der Platz nassgespritzt wird. Nun tanzen die Menschen allesamt auf dem nassen Platz, auf dem auch Brown sich befindet. Nachdem zwischenzeitlich erneut die Balkonszene eingeblendet worden war, wechselt die Einstellung nun zum Ende des Clips erneut auf eine der Straßen, auf der Brown bereits am Anfang des Videos getanzt hatte. Bis zum Ende wechselt die Perspektive nun zwischen der Balkonszene, der Szene auf dem nassen Marktplatz und der auf der trockenen Straße hin und her.

### Rezeption
Ein Rezensent der Radiostation WXRK bewertete das Video mit sieben von zehn Sternen und schrieb, dass es in dem Video sehr viele choreografierte tänzerische Elemente gebe. Brown beweise mit dem Clip außerdem, dass er es „immer noch draufhat“ und er jeden in der Nachbarschaft zum Tanzen bringe. Das Video sei besonders für Tanzfans geeignet. Brad Wete lobte das Video als „ernsthaft amüsant“ und stellte fest, dass keinerlei übertriebene sexistische Dinge zu sehen seien. Robbie Daw verglich den Clip mit dem zu den Singles „The Way You Make Me Feel“ von Michael Jackson sowie „Alright“ von Janet Jackson und sagte abschließend, dass das Video zwar abgeleitet sei. Allerdings bemühe sich Brown auch ernsthaft, seine kommerzielle Attraktivität aufzupolieren. Das Magazin Billboard bezeichnete das Musikvideo als „kinderfreundlich“.

## Rezeptionen

### Kritiken
Amar Toor von AOL Radio nannte das Lied „tanzfreundlich“ und bezeichnete es weiterhin als „perfekte Clubhymne, mit der man jeder Nacht einen lärmenden Beginn bescheren“ könne. Ed Easton Jr. von der Radiostation WXRK war sich sicher, dass Brown mit dem Titel zurück an die Spitze des Musikbusiness komme und stellte gewisse Ähnlichkeiten zwischen dem Lied und Browns Single „Forever“ aus dem Jahr 2008 fest. In einer Rezension des Magazines Billboard hieß es, dass Browns Karriere zwar „seine Drehungen und Wendungen“ gehabt hat, er mit „Yeah 3x“ allerdings beweise, dass er immer noch einen Hit abliefern könne. Bei Yahoo! Music schrieb der Autor einer Rezension, dass das Lied ein „clubartiger Sommersong“ sei. Allerdings sei die Single auch ein Lied, welches „jeder Sänger singen könne“.

### Auseinandersetzung mit Calvin Harris
Im Oktober 2010 behauptete der schottische Musikproduzent und DJ Calvin Harris auf seiner Twitter-Seite, dass Brown mit seinem Lied „Yeah 3x“ seine Single „I’m Not Alone“ aus dem Jahr 2009 plagiiere. Harris’ Lied hatte seinerzeit unter anderem Platz eins der Charts in Großbritannien erreicht. Wörtlich schrieb er, dass er „sich heute Morgen an seinen Cornflakes verschluckt hat, als er die neue Chris-Brown-Single hörte“. Nachdem er allerlei ausfällige Nachrichten von den Fans Browns bekam, rechtfertigte er sich wenige Stunden später für seinen Vorwurf. Nur weil er relativ unbekannt sei, sei stehlen immer noch stehlen. Dabei spiele es keine Rolle, wie bekannt man sei. Nur weil Brown überregionale Bekanntheit genieße, wäre es nicht in Ordnung, einen „Jungen aus Großbritannien abzuzucken, von dem viele Menschen noch nie etwas gehört haben“. Als er später in einem Interview gefragt wurde, ob Brown ihn kenne, verneinte Harris dies. Allerdings würde der Produzent des Titels, DJ Frank E, ihn definitiv kennen. DJ Frank E hätte in seiner Vergangenheit Tiësto, welcher ebenfalls DJ ist, zusammengearbeitet. Tiësto wiederum fertigte 2009 auch einen Remix des Liedes „I’m Not Alone“ an. Dies sei nach Meinung von Harris wahrscheinlich die Verbindung. Später führten Harris und Brown ein Gespräch, in dem letztgenannter gewissen Ähnlichkeiten von beiden Titeln zugab. Harris wird seitdem im Booklet des Albums als Songwriter des Liedes erwähnt.

## Kommerzieller Erfolg

### Chartplatzierungen
Das Lied ist eines der bisher erfolgreichsten Singles Browns und stieg international in vielen Ländern in die Top-10 ein. In Deutschland ist es mit Platz sieben hinter der Debütsingle des Sängers, „Run It!“, aus dem Jahr 2005 die erfolgreichste Platzierung, genauso wie in der Schweiz. Im Vereinigten Königreich erreichte der Titel Rang sechs, was seit 2008 („Forever“) seine Höchstplatzierung dort ist. In den Billboard Hot 100 der USA schaffte er nicht den Einstieg in die Top-10 und erlangte lediglich Position 15. Dabei ist die Veröffentlichung auch die zweite von drei Singles von Brown, welche sich nicht in den Hot R&B/Hip-Hop Songs der USA platziert. Zuvor hatte nur „Forever“ im Jahr 2008 sowie „Next 2 You“ 2011 eine Platzierung in dieser Hitliste verfehlt.
| ChartsChartplatzierungen       | Höchstplatzierung | Wochen |
| ------------------------------ | ----------------- | ------ |
| Deutschland (GfK)              | 7 (33 Wo.)        | 33     |
| Österreich (Ö3)                | 10 (21 Wo.)       | 21     |
| Schweiz (IFPI)                 | 7 (30 Wo.)        | 30     |
| Vereinigte Staaten (Billboard) | 15 (24 Wo.)       | 24     |
| Vereinigtes Königreich (OCC)   | 6 (26 Wo.)        | 26     |

| ChartsJahrescharts (2011)      | Platzierung |
| ------------------------------ | ----------- |
| Deutschland (GfK)              | 34          |
| Österreich (Ö3)                | 46          |
| Schweiz (IFPI)                 | 51          |
| Vereinigte Staaten (Billboard) | 49          |
| Vereinigtes Königreich (OCC)   | 28          |

### Auszeichnungen für Musikverkäufe
| Land/Region                  | Auszeichnungen für Musikverkäufe (Land/Region, Auszeichnung, Verkäufe) | Verkäufe  |
| ---------------------------- | ---------------------------------------------------------------------- | --------- |
| Australien (ARIA)            | 6× Platin                                                              | 420.000   |
| Belgien (BRMA)               | Gold                                                                   | 15.000    |
| Dänemark (IFPI)              | Gold                                                                   | 15.000    |
| Deutschland (BVMI)           | Gold                                                                   | 150.000   |
| Japan (RIAJ)                 | Gold                                                                   | 100.000   |
| Neuseeland (RMNZ)            | Platin                                                                 | 15.000    |
| Norwegen (IFPI)              | 5× Platin                                                              | 50.000    |
| Österreich (IFPI)            | Gold                                                                   | 15.000    |
| Schweden (IFPI)              | 2× Platin                                                              | 80.000    |
| Schweiz (IFPI)               | Platin                                                                 | 30.000    |
| Vereinigte Staaten (RIAA)    | 3× Platin                                                              | 3.000.000 |
| Vereinigtes Königreich (BPI) | Platin                                                                 | 600.000   |
| Insgesamt                    | 5× Gold · 19× Platin ·                                                 | 4.490.000 |

Hauptartikel: Chris Brown (Sänger)/Auszeichnungen für Musikverkäufe

## Live-Auftritte
Am 29. März 2011 trat Brown in der US-amerikanischen Tanzshow Dancing with the Stars auf, seine gesangliche Darbietung war jedoch zuvor aufgenommen wurden. Er sang ein neben „Yeah 3x“ noch ein Medley aus den Liedern „Forever“ und „Beautiful People“, welche er jedoch allesamt Playback vortrug. Für seinen Auftritt erntete Brown Standing Ovations von den Jurymitgliedern und den Zuschauern. Bereits vor Browns Besuch in der Show hatte es einige Kontroversen gegeben, da eine Teilnehmerin, die Tänzerin Cheryl Burke, sich negativ über den Besuch des Musikers äußerte. Da sie selbst ein Opfer häuslicher Gewalt sei, könne sie sich nicht damit einverstanden erklären, dass Brown, der im Februar 2009 seine damalige Freundin Rihanna körperlicher Gewalt ausgesetzt hatte, einen Auftritt in der Show hat. Auch Moderator Tom Bergeron zeigte sich wenig Begeistert über Browns Erscheinen. Er habe die Produzenten der Show darauf aufmerksam gemacht, dass es „möglicherweise ein Vorteil für sie wäre, wenn er Brown nicht interviewen müsse“. Des Weiteren hätte er aufgrund seiner privaten Ansichten eine Neigung dazu, etwas zu dem Thema zu sagen. Falls man ihn zwinge, auf der Bühne ein Interview mit Brown zu führen, würde er den Vorfall aus 2009 und den, welcher wenige Tage zuvor stattfand, zur Sprache zu bringen. Dabei bezog er sich auf einen Vorfall, als er in der Show Good Morning America zu Gast war und dort ausgerastet war, als Gastgeberin Robin Robers ihn über Rihanna ausgefragt hatte. Dieser Vorfall hatte große mediale Berichterstattung nach sich gezogen, da man Brown vorwarf, nach all den Geschehnissen „nichts gelernt zu haben“.
Am 15. Juli 2011 sang er den Titel vor 18.000 Zuschauern als Teil einer Konzertserie der The Today Show im Rockefeller Center in New York City. Zusätzlich trug er damals noch die Lieder „She Ain’t You“, „I Can Transform Ya“ und „Forever“ vor. Auch bei den MTV Video Music Awards 2011 trat Brown auf. Dabei eröffnete er seinen Auftritt mit „Yeah 3x“, ehe er zu den Liedern „Protect Ya Neck“ vom Wu-Tang Clan und „Smells Like Teen Spirit“ von Nirvana zu tanzen begann. Zuletzt trug er noch das Lied „Beautiful People“ vor. Bei der F.A.M.E. Tour befand sich die Single ebenfalls auf der Setlist.

## Mitwirkende Personen
Quelle: Album-Booklet
- Songwriting – Chris Brown, DJ Frank E, Kevin McCall, Amber Streeter, Calvin Harris
- Produzent – DJ Frank E
- Abmischung – Serban Ghenea
- Toningenieur – John Hanes, Tim Roberts (Assistent)